# Società Sportiva Enterprise Lazio Calcio Femminile 2002-2003
Questa voce raccoglie le informazioni riguardanti la Società Sportiva Enterprise Lazio Calcio Femminile nelle competizioni ufficiali della stagione 2002-2003.

## Rosa
Rosa aggiornata all'inizio della stagione.
| N. |                      | Ruolo | Calciatrice              |
| -- | -------------------- | ----- | ------------------------ |
|    | Finlandia (bandiera) | P     | Virva Katariina Junkkari |
|    | Italia (bandiera)    | P     | Chiara Marchitelli       |
|    | Italia (bandiera)    | D     | Monica Caprini           |
|    | Italia (bandiera)    | D     | Daniela Di Bari          |
|    | Italia (bandiera)    | D     | Gioia Masia              |
|    | Italia (bandiera)    | D     | Francesca Muzzi          |
|    | Italia (bandiera)    | D     | Maria Sorvillo           |
|    | Italia (bandiera)    | D     | Manuela Tesse            |
|    | Italia (bandiera)    | D     | Carmen Viscusi           |
|    | Italia (bandiera)    | C     | Roberta Antignozzi       |
|    | Italia (bandiera)    | C     | Silvia Casali            |

| N. |                   | Ruolo | Calciatrice           |
| -- | ----------------- | ----- | --------------------- |
|    | Italia (bandiera) | C     | Adele Frollani        |
|    | Italia (bandiera) | C     | Valentina Lanzieri    |
|    | Italia (bandiera) | C     | Selena Mazzantini     |
|    | Italia (bandiera) | C     | Katia Serra           |
|    | Italia (bandiera) | C     | Eleonora Volpi        |
|    | Italia (bandiera) | C     | Tatiana Zorri         |
|    | Italia (bandiera) | A     | Erika Croce           |
|    | Italia (bandiera) | A     | Manuela Lattanzi      |
|    | Italia (bandiera) | A     | Teresina Lina Marsico |
|    | Italia (bandiera) | A     | Patrizia Panico       |
|    | Italia (bandiera) | A     | Patrizia Sberti       |

## Calciomercato

### Sessione estiva
| Acquisti | Acquisti        | Acquisti           | Acquisti   |
| R.       | Nome            | da                 | Modalità   |
| -------- | --------------- | ------------------ | ---------- |
| D        | Gioia Masia     | Torres Terra Sarda | definitivo |
| A        | Patrizia Sberti | Torres Terra Sarda | definitivo |

| Cessioni | Cessioni | Cessioni | Cessioni |
| R.       | Nome     | a        | Modalità |
| -------- | -------- | -------- | -------- |
|          |          |          |          |

## Risultati

### Serie A

#### Girone di andata
| 14 settembre 2002, ore 15:00 CEST 1ª giornata | Torino | 1 – 3 | Enterprise Lazio |  |

| 21 settembre 2002, ore 16:00 CEST 2ª giornata | Enterprise Lazio | 10 – 0 | Agliana |  |

| Roma 13 ottobre 2002, ore 15:30 CEST 3ª giornata | Enterprise Lazio | 6 – 0 | Letti Cosatto Tavagnacco |  |

| Monza 19 ottobre 2002, ore 15:30 CEST 4ª giornata | Fiammamonza | 2 – 0 | Enterprise Lazio | Stadio Gino Alfonso Sada |

| Arbitro: | Pecorelli (Arezzo) |

|                |           |                                   |
| Mazzantini 40’ | Marcatori | 37’ (rig.) Placchi 51’ Colasuonno |

#### Girone di ritorno
| Arbitro: | Biancini (Firenze) |

|               |           |                                                               |
| Ciardelli 37’ | Marcatori | 7’ (rig.) Zorri 58’ Panico 62’, 80’, 88’ Marsico 65’ Frollani |

| Tavagnacco 25 gennaio 2003, ore 14:30 CET 16ª giornata | Letti Cosatto Tavagnacco | 0 – 1 | Enterprise Lazio | Stadio comunale |

| Roma 1º febbraio 2003, ore 14:30 CET 17ª giornata | Enterprise Lazio | 2 – 0 | Fiammamonza |  |

| Arbitro: | Vitulano (Livorno) |

|  |           |                                        |
|  | Marcatori | 49’, 70’ Panico 52’ Zorri 74’ Lattanzi |

| Arbitro: | Alderuccio (Milano) |

|  |           |            |
|  | Marcatori | 80’ Panico |

### Coppa Italia
| 21 dicembre 2002 Terza fase | Grifo Perugia | 1 – 6 | Enterprise Lazio |  |

| 15 febbraio 2003 Ottavi di finale - Andata | Enterprise Lazio | non – disputata | Gravina |  |

| 27 febbraio 2003 Ottavi di finale - Ritorno | Gravina | non – disputata | Enterprise Lazio |  |

| 9 aprile 2003, ore 16:00 CEST Quarti di finale - Andata | Como 2000 | 2 – 1 | Enterprise Lazio |  |

| 1º maggio 2003, ore 16:00 CEST Quarti di finale - Ritorno | Enterprise Lazio | 1 – 0 | Como 2000 |  |

| 24 maggio 2003, ore 16:00 CEST Andata | Foroni Verona | 0 – 1 | Enterprise Lazio |  |

| 31 maggio 2003 Semifinale - Ritorno | Enterprise Lazio | 0 – 0 | Foroni Verona |  |

| Arbitro: | Buonocore (Nichelino) |

|                                                                              |           |            |
| Panico 12’, 38’, 41’ Marsico 33’, 44’ Zorri 66’ (rig.) Di Bari 70’ Masia 72’ | Marcatori | 30’ Ceroni |

### Supercoppa italiana
| Arbitro: | Bonini (Perugia) |

|  |           |                      |
|  | Marcatori | 33’, 63’ Tagliacarne |

### UEFA Women's Cup
| Roma 25 settembre 2002, ore 15:00 CEST Fase a gironi, girone 2 - 1ª giornata        | Enterprise Lazio | 5 – 0 | Maccabi Haifa |  |
| \| \| \| \| \| Panico 2’ Marsico 21’, 58’ Zorri 44’ Frollani 66’ \| Marcatori \| \| |                  |       |               |  |
|                                                                                     |                  |       |               |  |
| Panico 2’ Marsico 21’, 58’ Zorri 44’ Frollani 66’                                   | Marcatori        |       |               |  |

| Roma 27 settembre 2002 Fase a gironi, girone 2 - 2ª giornata | Enterprise Lazio | 1 – 1       | Tolosa |  |
| \| \| \| \| \| Lattanzi 65’ \| Marcatori \| 59’ Traïkia \|   |                  |             |        |  |
|                                                              |                  |             |        |  |
| Lattanzi 65’                                                 | Marcatori        | 59’ Traïkia |        |  |

| Roma 29 settembre 2002 Fase a gironi, girone 2 - 3ª giornata                                            | Enterprise Lazio | 5 – 2                    | 1. FC Femina |  |
| \| \| \| \| \| Panico 38’, 68’, 90+4’ Zorri 49’ Marsico 71’ \| Marcatori \| 36’ Pádár 77’ Lazkouszki \| |                  |                          |              |  |
| |                  |                          |              |  |
| Panico 38’, 68’, 90+4’ Zorri 49’ Marsico 71’                                                            | Marcatori        | 36’ Pádár 77’ Lazkouszki |              |  |

## Statistiche

### Statistiche di squadra
| Competizione        | Punti | In casa | In casa | In casa | In casa | In casa | In casa | In trasferta | In trasferta | In trasferta | In trasferta | In trasferta | In trasferta | Totale | Totale | Totale | Totale | Totale | Totale | DR  |
| Competizione        | Punti | G       | V       | N       | P       | Gf      | Gs      | G            | V            | N            | P            | Gf           | Gs           | G      | V      | N      | P      | Gf     | Gs     | DR  |
| ------------------- | ----- | ------- | ------- | ------- | ------- | ------- | ------- | ------------ | ------------ | ------------ | ------------ | ------------ | ------------ | ------ | ------ | ------ | ------ | ------ | ------ | --- |
| Serie A             | 66    | 13      | 10      | 0       | 3       | -       | -       | 13           | 12           | 0            | 1            | -            | -            | 26     | 22     | 0      | 4      | 86     | 20     | +66 |
| Coppa Italia        | -     | 3       | 2       | 1       | 0       | 9       | 1       | 3            | 2            | 0            | 1            | 8            | 3            | 6      | 4      | 1      | 1      | 17     | 4      | +13 |
| Supercoppa italiana | -     | -       | -       | -       | -       | -       | -       | -            | -            | -            | -            | -            | -            | 1      | 0      | 0      | 1      | 0      | 2      | -2  |
| UEFA Women's Cup    | -     | -       | -       | -       | -       | -       | -       | -            | -            | -            | -            | -            | -            | 3      | 2      | 1      | 0      | 11     | 3      | +8  |
| Totale              | -     | -       | -       | -       | -       | -       | -       | -            | -            | -            | -            | -            | -            | 36     | 28     | 2      | 6      | 114    | 29     | +85 |

### Andamento in campionato
| Giornata  | 1 | 2 | 3 | 4 | 5 | 6 | 7 | 8 | 9 | 10 | 11 | 12 | 13 | 14 | 15 | 16 | 17 | 18 | 19 | 20 | 21 | 22 | 23 | 24 | 25 | 26 |
| --------- | - | - | - | - | - | - | - | - | - | -- | -- | -- | -- | -- | -- | -- | -- | -- | -- | -- | -- | -- | -- | -- | -- | -- |
| Luogo     | T | C | T | C | T | C | T | T | C | T  | C  | T  | C  | C  | T  | C  | T  | C  | T  | C  | C  | T  | C  | T  | C  | T  |
| Risultato | V | V | V | P | V | V | V | V | P | V  | V  | V  | V  | V  | V  | V  | V  | P  | V  | V  | V  | V  | V  | P  | V  | V  |
| Posizione | 1 | 1 | 1 | 4 | 4 |   |   |   |   |    |    | 2  | 2  | 2  | 2  | 2  |    |    |    |    | 3  | 2  | 2  | 2  | 2  | 2  |

Legenda:

Luogo: C = Casa; T = Trasferta. Risultato: V = Vittoria; N = Pareggio; P = Sconfitta.

### Statistiche delle giocatrici
| Giocatore      | Serie A  | Serie A | Serie A     | Serie A    | Coppa Italia | Coppa Italia | Coppa Italia | Coppa Italia | Supercoppa italiana | Supercoppa italiana | Supercoppa italiana | Supercoppa italiana | UEFA Women's Cup | UEFA Women's Cup | UEFA Women's Cup | UEFA Women's Cup | Totale   | Totale | Totale      | Totale     |
| Giocatore      | Presenze | Reti    | Ammonizioni | Espulsioni | Presenze     | Reti         | Ammonizioni  | Espulsioni   | Presenze            | Reti                | Ammonizioni         | Espulsioni          | Presenze         | Reti             | Ammonizioni      | Espulsioni       | Presenze | Reti   | Ammonizioni | Espulsioni |
| -------------- | -------- | ------- | ----------- | ---------- | ------------ | ------------ | ------------ | ------------ | ------------------- | ------------------- | ------------------- | ------------------- | ---------------- | ---------------- | ---------------- | ---------------- | -------- | ------ | ----------- | ---------- |
| R. Antignozzi  | ?        | ?       | ?           | ?          | ?            | ?            | ?            | ?            | ?                   | ?                   | ?                   | ?                   | ?                | ?                | ?                | ?                | ?        | ?      | ?           | ?          |
| M. Caprini     | ?        | ?       | ?           | ?          | ?            | ?            | ?            | ?            | ?                   | ?                   | ?                   | ?                   | ?                | ?                | ?                | ?                | ?        | ?      | ?           | ?          |
| S. Casali      | ?        | ?       | ?           | ?          | ?            | ?            | ?            | ?            | ?                   | ?                   | ?                   | ?                   | ?                | ?                | ?                | ?                | ?        | ?      | ?           | ?          |
| E. Croce       | ?        | ?       | ?           | ?          | ?            | ?            | ?            | ?            | ?                   | ?                   | ?                   | ?                   | ?                | ?                | ?                | ?                | ?        | ?      | ?           | ?          |
| D. Di Bari     | ?        | ?       | ?           | ?          | ?            | ?            | ?            | ?            | ?                   | ?                   | ?                   | ?                   | ?                | ?                | ?                | ?                | ?        | ?      | ?           | ?          |
| A. Frollani    | ?        | ?       | ?           | ?          | ?            | ?            | ?            | ?            | ?                   | ?                   | ?                   | ?                   | ?                | 1                | ?                | ?                | ?        | 1+     | ?           | ?          |
| V. Junkkari    | ?        | -?      | ?           | ?          | ?            | -?           | ?            | ?            | ?                   | -?                  | ?                   | ?                   | ?                | -?               | ?                | ?                | ?        | -?     | ?           | ?          |
| V. Lanzieri    | ?        | ?       | ?           | ?          | ?            | ?            | ?            | ?            | ?                   | ?                   | ?                   | ?                   | ?                | ?                | ?                | ?                | ?        | ?      | ?           | ?          |
| M. Lattanzi    | ?        | ?       | ?           | ?          | ?            | ?            | ?            | ?            | ?                   | ?                   | ?                   | ?                   | ?                | 1                | ?                | ?                | ?        | 1+     | ?           | ?          |
| C. Marchitelli | ?        | -?      | ?           | ?          | ?            | -?           | ?            | ?            | ?                   | -?                  | ?                   | ?                   | ?                | -?               | ?                | ?                | ?        | -?     | ?           | ?          |
| T. L. Marsico  | ?        | 17      | ?           | ?          | ?            | ?            | ?            | ?            | ?                   | ?                   | ?                   | ?                   | ?                | 3                | ?                | ?                | ?        | 20+    | ?           | ?          |
| G. Masia       | ?        | ?       | ?           | ?          | ?            | ?            | ?            | ?            | ?                   | ?                   | ?                   | ?                   | ?                | ?                | ?                | ?                | ?        | ?      | ?           | ?          |
| S. Mazzantini  | ?        | ?       | ?           | ?          | ?            | ?            | ?            | ?            | ?                   | ?                   | ?                   | ?                   | ?                | ?                | ?                | ?                | ?        | ?      | ?           | ?          |
| F. Muzzi       | ?        | ?       | ?           | ?          | ?            | ?            | ?            | ?            | ?                   | ?                   | ?                   | ?                   | ?                | ?                | ?                | ?                | ?        | ?      | ?           | ?          |
| P. Panico      | ?        | 35      | ?           | ?          | ?            | ?            | ?            | ?            | ?                   | ?                   | ?                   | ?                   | ?                | 4                | ?                | ?                | ?        | 39+    | ?           | ?          |
| P. Sberti      | ?        | ?       | ?           | ?          | ?            | ?            | ?            | ?            | ?                   | ?                   | ?                   | ?                   | ?                | ?                | ?                | ?                | ?        | ?      | ?           | ?          |
| K. Serra       | ?        | ?       | ?           | ?          | ?            | ?            | ?            | ?            | ?                   | ?                   | ?                   | ?                   | ?                | ?                | ?                | ?                | ?        | ?      | ?           | ?          |
| M. Sorvillo    | ?        | ?       | ?           | ?          | ?            | ?            | ?            | ?            | ?                   | ?                   | ?                   | ?                   | ?                | ?                | ?                | ?                | ?        | ?      | ?           | ?          |
| M. Tesse       | ?        | ?       | ?           | ?          | ?            | ?            | ?            | ?            | ?                   | ?                   | ?                   | ?                   | ?                | ?                | ?                | ?                | ?        | ?      | ?           | ?          |
| C. Viscusi     | ?        | ?       | ?           | ?          | ?            | ?            | ?            | ?            | ?                   | ?                   | ?                   | ?                   | ?                | ?                | ?                | ?                | ?        | ?      | ?           | ?          |
| E. Volpi       | ?        | ?       | ?           | ?          | ?            | ?            | ?            | ?            | ?                   | ?                   | ?                   | ?                   | ?                | ?                | ?                | ?                | ?        | ?      | ?           | ?          |
| T. Zorri       | ?        | ?       | ?           | ?          | ?            | ?            | ?            | ?            | ?                   | ?                   | ?                   | ?                   | ?                | 2                | ?                | ?                | ?        | 2+     | ?           | ?          |